# Liste der denkmalgeschützten Objekte in Wolfau
Die Liste der denkmalgeschützten Objekte in Wolfau enthält die denkmalgeschützten, unbeweglichen Objekte der Gemeinde Wolfau.

## Denkmäler
| Foto |                 | Denkmal                                                              | Standort                             | Beschreibung | Metadaten |
| ---- | --------------- | -------------------------------------------------------------------- | ------------------------------------ | --- | --- |
| ja   | Datei hochladen | Kath. Pfarrkirche Hl. Dreifaltigkeit HERIS-ID: 12516 Objekt-ID: 8656 | Standort KG: Wolfau                  | Die Pfarrkirche wurde 1732 erbaut und 1769 bis 1775 unter anderem um den Turm mit Spitzhelm erweitert. Seither wurde sie mehrfach erneuert und restauriert. Der Hochaltar wurde 1757 aufgestellt, im 20. Jahrhundert aber zweimal umgestaltet. Der Kreuzaltar an der östlichen Schiffwand enthält ein gutes Kruzifix aus der Mitte des 18. Jahrhunderts. | BDA-Hist.: Q23891001 Status: § 2a Stand der BDA-Liste: 2025-06-30 Name: Kath. Pfarrkirche Hl. Dreifaltigkeit GstNr.: 1 Pfarrkirche Hl. Dreifaltigkeit, Wolfau |
| ja   | Datei hochladen | Dreifaltigkeitskapelle HERIS-ID: 12522 Objekt-ID: 8662               | neben Wolfau 468 Standort KG: Wolfau | Die Kapelle steht bei den Berghäusern. Das Ölbild der Hl. Dreifaltigkeit im Inneren gehörte ursprünglich zum Hochaltar der Pfarrkirche. | BDA-Hist.: Q38132469 Status: § 2a Stand der BDA-Liste: 2025-06-30 Name: Dreifaltigkeitskapelle GstNr.: 6367 Holy Trinity Chapel (Wolfau)                      |
| ja   | Datei hochladen | Bauernhaus HERIS-ID: 12519 Objekt-ID: 8659                           | Sandriegel 12 Standort KG: Wolfau    | | BDA-Hist.: Q38132405 Status: Bescheid Stand der BDA-Liste: 2025-06-30 Name: Bauernhaus GstNr.: 45                                                             |